# Somali-Halbinsel
Als Somali-Halbinsel wird die recht große keilförmige Landzunge bezeichnet, die am Horn von Afrika südlich des Golf von Aden liegt. 
Die Landzunge befindet sich an diesem äußersten Ost-Zipfel des afrikanischen Kontinents und ragt dort in den Indischen Ozean hinein. Sie kann als das kleine Gegenstück zur großen arabischen Halbinsel betrachtet werden, die sich als Teil von Asien auf der Nordseite der obig genannten Meeresbucht anschließt. Tektonisch gesehen liegt die Landzunge auf der Afrikanischen Platte. 
Die nicht genau abgegrenzte bzw. festlegbare Fläche der Somali-Halbinsel umfasst etwa alle Gebiete östlich der Luftlinie von Berbera am Golf von Aden nach Garacad am Indik; ihr Gebiet deckt sich damit nicht ganz mit der Fläche, die mit dem umgangssprachlichen Begriff Horn von Afrika bezeichnet wird. Im erwähnten Ozean ist dieser Landzunge, deren nordöstlichste Landstelle das Kap Guardafui ist, die Inselgruppe Sokotra vorgelagert.
Auf der Somali-Halbinsel befindet sich der östliche Teil des Somali-Hochlands, das zwischen 900 und 2.100 m hoch aufragt; ihr Süden wird von der Somali-Wüste bestimmt.